# Arctia caliginosa
Arctia caliginosa là một loài bướm đêm thuộc phân họ Arctiinae, họ Erebidae.